# ISpeed
iSpeed ist eine Stahlachterbahn vom Modell LSM Launch Coaster des Herstellers Intamin im Freizeitpark Mirabilandia bei Ravenna (Emilia-Romagna, Italien). Die am 20. Juni 2009 eröffnete Anlage gilt (Stand Oktober 2023) als die schnellste Achterbahn Italiens. Eine baugleiche Anlage existiert mit Red Fire seit dem 8. Juli 2015 im türkischen Korsan Adasi.
Sie wurde für 15 Mio. Euro an der Stelle errichtet, an der bis 2007 die Holzachterbahn Sierra Tonante ihre Runden fuhr. Die 980 m lange Strecke erreicht eine Höhe von 55 m und verfügt über einen Outside-Top-Hat, einen Korkenzieher und einen Inline-Twist. Die Züge werde per Linearmotoren (LSM) innerhalb von 2,2 Sekunden von 0 auf 110 km/h beschleunigt.